# رضا ژیان
رضا ژیان (۲۰ شهریور ۱۳۲۸ – ۲۷ بهمن ۱۳۸۱) هنرپیشه، کارگردان، فیلم‌نامه‌نویس سینما، تلویزیون و تئاتر ایرانی بود.

## سرگذشت
رضا ژیان ۲۰ شهریور ۱۳۲۸ در زنجان زاده شد. ژیان که عمدهٔ فعالیتش بر صحنه تئاتر متمرکز بود از بازیگران بنام سینما و تلویزیون نیز به‌شمار می‌رفت و علاوه بر بازیگری آثاری را نیز کارگردانی کرد.
وی فعالیت هنری را از دوران تحصیل و در خانه پیشاهنگی و کاخ جوانان آغاز کرد و پس از فارغ‌التحصیلی از دبیرستان و در سن بیست سالگی با پیوستن به «کارگاه نمایش»، وابسته به تلویزیون ایران، به صورت حرفه‌ای به بازیگری روی آورد. مجموعه‌های تلویزیونی «حرف تو حرف» و «سرزمین افتخار» از جمله مهم‌ترین کارهای این دوره از فعالیت هنری او به‌شمار می‌رود.
رضا ژیان پس از انقلاب بیشتر بر صفحه تلویزیون ظاهر شد که کارگردانی مجموعه تلویزیونی «مثل‌آباد» و بازیگری در آن و بازی در مجموعه‌های ترکیبی نمایشی و پیاپی «محله برو بیا» و «محله بهداشت» نام او را بپش از پیش مطرح کرد. رضا ژیان چند سالی را نیز در خارج از ایران سپری کرد. وی همسر زویا زاکاریان بود.
از جمله مشهورترین آثار هنری دیگر او می‌توان به این موارد اشاره کرد: مجموعه‌های تلویزیونی «طنزآوران جهان»، «تهران ۱۱- ۵۹۵ ج ۴۸»، «آژانس دوستی»، «زیر بازارچه» و فیلمهای سینمایی «مرد عوضی»، «مومیایی ۳»، «مسافر ری»، «عشق فیلم» و نمایشهای «دوستان بامحبت» و «عشق روی خرپشته».

## خلاصه زندگی هنری
- آغاز فعالیت در تئاتر از سال‌های تحصیل در دبیرستان.
- فعالیت در «کارگاه نمایش» وابسته به «تلویزیون ملی ایران» از سال ۱۳۴۸ تا سال ۱۳۵۷
- عزیمت به آمریکا و تشکیل «کارگاه تئاتر تهران»
- بازگشت به ایران و ادامه فعالیت به عنوان بازیگر
- شروع فعالیت سینمایی با بازی در فیلم «پسر ایران از مادرش بی‌اطلاع است» به کارگردانی «فریدون رهنما» در سال ۱۳۵۵

## درگذشت
«رضا ژیان» در ۲۷ بهمن ۱۳۸۱ در سن ۵۳ سالگی در «بیمارستان شهریار» تهران درگذشت.

## فیلم‌شناسی

### نمایش
- حالت چطوره مش رحیم
- گلدونه خانوم
- پاتوق
- احمد آقا بر سکو
- صغری دلاک
- صورت برداری
- شبات
- زیبا اهل حر آباد
- قمر در عقرب
- جان نثار
- خاطرات و کابوسهای یک جامه دار از زندگی و مرگ میرزاتقی خان امیرکبیر
- کافه اکبر آقا نوستالژی
- آن سفر کرده (سیاسی)
- خانه ما آنسوی مرز (سیاسی)
- کاشفان باقلوا (کمدی)
- قصه آقا جمال (کمدی)
- دوستان با محبت
- سبزه، دوست خوب بچه‌ها

### سینما
- عشق فیلم (ابراهیم وحیدزاده - (۱۳۸۱)
- مسافر ری (سید داود میرباقری - ۱۳۷۹)
- دارا و ندار (فریدون حسن‌پور) (۱۳۷۸)
- مومیایی ۳(محمدرضا هنرمند - (۱۳۷۸)
- عشق بدون مرز (پوران درخشنده - (۱۳۷۷)
- مرد عوضی (محمدرضا هنرمند - (۱۳۷۷)
- پول - (۱۳۷۷)
- آتش در زمستان (۱۳۶۴)
- سیاه راه (۱۳۶۳)
- رسول پسر ابوالقاسم (داریوش فرهنگ - (۱۳۶۰)
- چوپانان کویر (۱۳۵۹)
- پسر ایران از مادرش بی‌خبر است (۱۳۵۵)

### تلویزیون
| سال       | نام                             | سمت                    | کارگردان                     | توضیحات |
| --------- | ------------------------------- | ---------------------- | ---------------------------- | --- |
| ۱۳۸۱      | زیر آسمان شهر (سری سوم)         | بازیگر                 | مهران غفوریان                | شبکه ۳ |
| ۱۳۸۰      | خانه پدری                       | بازیگر                 | فریدون حسن‌پور                | شبکه تهران |
| ۱۳۷۹      | همسایه‌ها                        | بازیگر                 | محمدحسین لطیفی               | شبکه ۳ |
| ۱۳۷۹      | مسافر ری                        | بازیگر                 | داود میرباقری                | شبکه ۱ |
| ۱۳۷۹      | معجزه ازدواج                    | بازیگر                 | علی‌رضا خمسه                  | شبکه ۲ |
| ۱۳۷۸      | آغوش‌های خالی                    | بازیگر                 | وحید نیکخواه آزاد            | شبکه ۳ |
| ۱۳۷۸–۱۳۷۷ | سلام کوچولو                     | کارگردان               | رضا ژیان سیما ایلخان         | برنامه کودک و نوجوان شبکه ۱ |
| ۱۳۷۸–۱۳۷۷ | زیر بازارچه                     | بازیگر و کارگردان      | رضا ژیان                     | شبکه ۲ |
| ۱۳۷۸–۱۳۷۵ | آژانس دوستی                     | بازیگر مهمان           | گروه کارگردانان              | |
| ۱۳۷۷      | همشاگردی‌ها                      | بازیگر                 | احمد نجیب‌زاده مسعود شاه‌محمدی | در دهه فجر ۱۳۷۷ پخش شد. |
| ۱۳۷۷      | عاقبت نقدفروشی، عاقبت نسیه‌فروشی | بازیگر و کارگردان      | رضا ژیان                     | |
| ۱۳۷۶–۱۳۷۵ | تهران ۱۱–۵۹۵ ج ۴۸               | بازیگر مهمان           | مرضیه برومند                 | بازی در اپیزود «جمعه» |
| ۱۳۷۴      | پرده عجایب                      | بازیگر                 | داریوش مؤدبیان               | بازی در اپیزود «سرقت مسلحانه» |
| ۱۳۶۴      | طنزآوران جهان                   | بازیگر                 | داریوش مؤدبیان حسین فردرو    | |
| ۱۳۶۴      | لطائف الطوائف                   | بازیگر                 | ؟                            | |
| ۱۳۶۴      | اندر لطائف روزگار               | بازیگر                 | منصور کوشان                  | شبکه ۱ |
| ۱۳۶۳      | محله بهداشت                     | بازیگر                 | داریوش مؤدبیان حسین فردرو    | |
| ۱۳۶۲      | داستان ریاضی‌دانان               | بازیگر                 | محمدعلی طالبی                | در نقش «ابن سینا» |
| ۱۳۶۱      | محله برو بیا                    | بازیگر                 | داریوش مؤدبیان               | در سال ۱۳۶۲ از شبکه ۲ پخش می‌شد. |
| ۱۳۶۰      | مثل‌آباد                         | بازیگر و کارگردان هنری | رضا ژیان                     | کارگردان تلویزیونی: «مسعود فروتن» |
| ۱۳۶۱      | تله‌تئاتر «به دنبال سیمرغ»       | بازیگر                 | منصور کوشان                  | کارگردان تلویزیونی: «مهوش جزایری» این تله تئاتر در ۹ قسمت، تهیه و پخش شد.                                                                        |
| ۱۳۵۴      | تله‌تئاتر «گلدونه خانم»          | بازیگر                 | اسماعیل خلج                  | کارگردان تلویزیونی: «انوشه درخشان» رضا رویگری و شهره آغداشلو هم در این تله‌تئاتر حضور داشتند.                                                     |
| ۱۳۵۰      | حرف تو حرف                      | بازیگر                 | حسن خیاط‌باشی                 | حسن خیاط‌باشی، علی‌رضا جاویدنیا، پری امیرحمزه، حسین واعظی، خسرو فرحزادی، بهزاد اشتیاقی و نعمت اسداللهی هم در این مجموعه طنز تلویزیونی حضور داشتند. |
| ۱۳۴۷      | سرزمین افتخار                   | بازیگر                 | شجاع‌الدین مصطفی‌زاده          | بهزاد اشتیاقی، محمود بهرامی، پری امیرحمزه، شهروز رامتین، حسن کاخی و منوچهر علیپور و سیداحمد امامیه هم در این سریال تلویزیونی، بازی کرده بودند.   |
| ۱۳۴۷      | تله‌تئاتر «روز مقدس»             | بازیگر                 | عبدالحسین واعظی              | پرویز فیروزکوهی، سیداحمد امامیه، منوچهر علیپور، حسن کاخی و مجید یونسی هم در این تله تئاتر، بازی کرده بودند.                                      |

### نقش‌ها
- مش رحیم (در نمایش «حالت چطوره مش رحیم»)
- جامه‌دار (در نمایش «خاطرات و کابوسهای یک جامه دار از زندگی و مرگ میرزاتقی خان امیرکبیر»)
- استاد خیاط (در مجموعه تلویزیونی «مثل آباد»)
- آقای تابلوکار، کیمیاگر، دکتر آرتیموس (در مجموعه تلویزیونی «محله برو بیا»)
- دایی مسروپ (در نمایش «خانه ما آنسوی مرز») - اجرا در لس آنجلس آمریکا
- قهوه‌چی (در مجموعه تلویزیونی «زیر بازارچه»)